# ويليام هاريسون إينسوورث
 وليام هاريسون إينسوورث  (بالإنجليزية: William Harrison Ainsworth)‏ (4 فبراير 1805 - 3 يناير 1882) روائي إنجليزي، عرف برواياته التاريخية.
ولد إينسوورث في مانشستر، تدرب كمحام لكن مهنة المحاماة لم تستهويه. أثناء دراسته للقانون في لندن، التقى الناشر جون إبيرس الذي كان مديرًا للمسرح الملكي في ذلك الوقت. قدّم إبيرس إينسوورث إلى الأوساط الأدبية والفنية، ولابنته التي أصبحت زوجة إينسوورث في المستقبل.
حاول إينسوورث لفترة وجيزة العمل في مجال النشر، لكنه سرعان ما كرس نفسه للصحافة والأدب. كانت أول نجاحاته ككاتب هي رواية «روكوود» في عام 1834، والتي اشتهرت بشخصية «ديك تثربين». تبع ذلك سيل من 39 رواية، كان آخرها تلك التي ظهرت في عام 1881. توفي إينسوورث في 3 يناير 1882.

## روابط خارجية
- ويليام هاريسون إينسوورث على موقع IMDb (الإنجليزية)
- ويليام هاريسون إينسوورث على موقع الموسوعة البريطانية (الإنجليزية)
- ويليام هاريسون إينسوورث على موقع إن إن دي بي (الإنجليزية)